# Umberto Bosco
Umberto Bosco (Catanzaro, 2 ottobre 1900 – Roma, 24 marzo 1987) è stato un critico letterario, storico della letteratura e italianista italiano, tra i maggiori critici e storici della letteratura italiana del XX secolo.
Fu redattore capo dell'Enciclopedia Italiana Treccani.

## Biografia
Si laureò in Lettere nel 1923 presso l'Università degli Studi di Roma "La Sapienza", dove ebbe per maestri Vittorio Rossi e Cesare De Lollis.
Dopo aver insegnato nei licei a partire dal 1925, nel 1929 ottenne la libera docenza con una prolusione su Galileo scrittore e, quindi, il primo incarico universitario. Fu ordinario di letteratura italiana presso l'Università statale di Milano (dal 1942) e la Facoltà di Magistero di Roma (dal 1946).
Lasciò una notevole serie di pubblicazioni dedicate per lo più a Francesco Petrarca, a Dante Alighieri, a Giacomo Leopardi, al Rinascimento e al Romanticismo italiano.
Fu direttore dell'Enciclopedia Italiana, del Dizionario Enciclopedico Italiano, del Lessico Universale Italiano e del Repertorio Bibliografico della Letteratura Italiana.
Fu inoltre ideatore e direttore della monumentale Enciclopedia dantesca, e della Commedia pubblicò una fortunata edizione commentata, in collaborazione con Giovanni Reggio (1979).
Tra varie altre cariche ricoperte, fu socio nazionale dell'Accademia della Crusca, membro dell'Accademia Nazionale dei Lincei e presidente onorario dell'Associazione Internazionale per gli Studi di Lingua e Letteratura Italiana.

## Opere
- Il Decameron, Rieti, Bibliotheca, 1929.
- Aspetti del Romanticismo italiano, Roma, Cremonese, 1942.
- Francesco Petrarca, Torino, UTET, 1946.
- Letteratura italiana dell'Ottocento, Torino, ERI, 1954.
- Titanismo e pietà in Giacomo Leopardi, Firenze, Le Monnier, 1957.
- Realismo romantico, Caltanissetta, Sciascia, 1959.
- Dante vicino, Caltanissetta, Sciascia, 1966.
- Dante. Vita e opere, Torino, ERI, 1966.
- L'Inferno, Torino, ERI, 1967.
- Il Purgatorio, Torino, ERI, 1967.
- Il Paradiso, Torino, ERI, 1967.
- Saggi sul Rinascimento, Firenze, Le Monnier, 1970.
- Altre pagine dantesche, Caltanissetta, Sciascia, 1987.
- Scritti sul Teatro, Roma, Bulzoni, 1989.